# ホエン・ウィル・アイ・ビー・ラヴド
「ホエン・ウィル・アイ・ビー・ラヴド」（When Will I Be Loved）は、エヴァリー・ブラザーズが1960年に発表した楽曲。リンダ・ロンシュタットのカバー・バージョン（全米2位、邦題は「いつになったら愛されるのかしら」）でも知られる。

## エヴァリー・ブラザーズのバージョン
1960年、エヴァリー・ブラザーズはケイデンス・レコードからワーナー・ブラザース・レコードに移籍。同年4月にワーナーから発表したシングル「キャシーズ・クラウン」はビルボード・Hot 100で1位を記録した。「ホエン・ウィル・アイ・ビー・ラヴド」はそれに続くシングルとして出されたが、発売元はケイデンスからだった。作詞作曲は弟のフィル・エヴァリー。録音はナッシュヴィルのRCAスタジオBで行われた。
7月23日付のビルボード・Hot 100で8位を記録した。全英シングルチャートでは4位を記録した。

## リンダ・ロンシュタットのバージョン
1974年11月発売のアルバム『悪いあなた（Heart Like a Wheel）』に収録された。翌1975年3月25日にシングルカットされた。B面はバディ・ホリーの「It Doesn't Matter Anymore」。ロンシュタット版はそれぞれ「いつになったら愛されるのかしら」「もうおしまい」という邦題が付けられた。
同年6月21日から6月28日にかけて2週連続でビルボード・Hot 100で2位を記録した。ビルボードのカントリーチャートでは1位、イージーリスニング・チャートでは3位、キャッシュボックスでは1位を記録するなど大ヒットとなった。

## その他のバージョン
- マンフレッド・マン - 1966年のシングル。
- ジョン・デンバー - 1966年発表の自主制作アルバム『John Denver Sings』に収録。
- ザ・バンチ - 1972年のアルバム『Rock On』に収録。サンディ・デニーとリンダ・トンプソンが歌っている。
- タニヤ・タッカー - 1975年のアルバム『Tanya Tucker』に収録。フィル・エヴァリーと共に歌っている。
- ボビー・ヴィントン - 1975年のアルバム『The Bobby Vinton Show』に収録。
- ウェイン・ニュートン - 1976年のアルバム『Tomorrow』に収録。
- ローズマリー・クルーニー - 1976年のアルバム『Look My Way』に収録。
- ニック・ロウ & デイヴ・エドモンズ - ロックパイルの1980年のアルバム『Seconds of Pleasure』のボーナスEPに収録。
- デボラ・コールマン - 2004年のアルバム『What About Love?』に収録。
- ジョン・フォガティ - 2009年のアルバム『The Blue Ridge Rangers Rides Again』に収録。ブルース・スプリングスティーンと共に歌っている。